# Phare de Sauðanes (Súgandafjörður)
Pour les articles homonymes, voir Phare de Saudanes.
Le phare de Sauðanes (en islandais : Sauðanesviti ) est un phare situé sur la côte nord du Súgandafjörður dans la région des Vestfirðir.